# Novanapis spinipes
Genre
Espèce
Synonymes
- Chasmocephalon spinipes Forster, 1951

Novanapis spinipes, unique représentant du genre Novanapis, est une espèce d'araignées aranéomorphes de la famille des Anapidae.

## Distribution
Cette espèce est endémique de Nouvelle-Zélande. Elle se rencontre sur l'île du Nord et l'île du Sud.

## Description

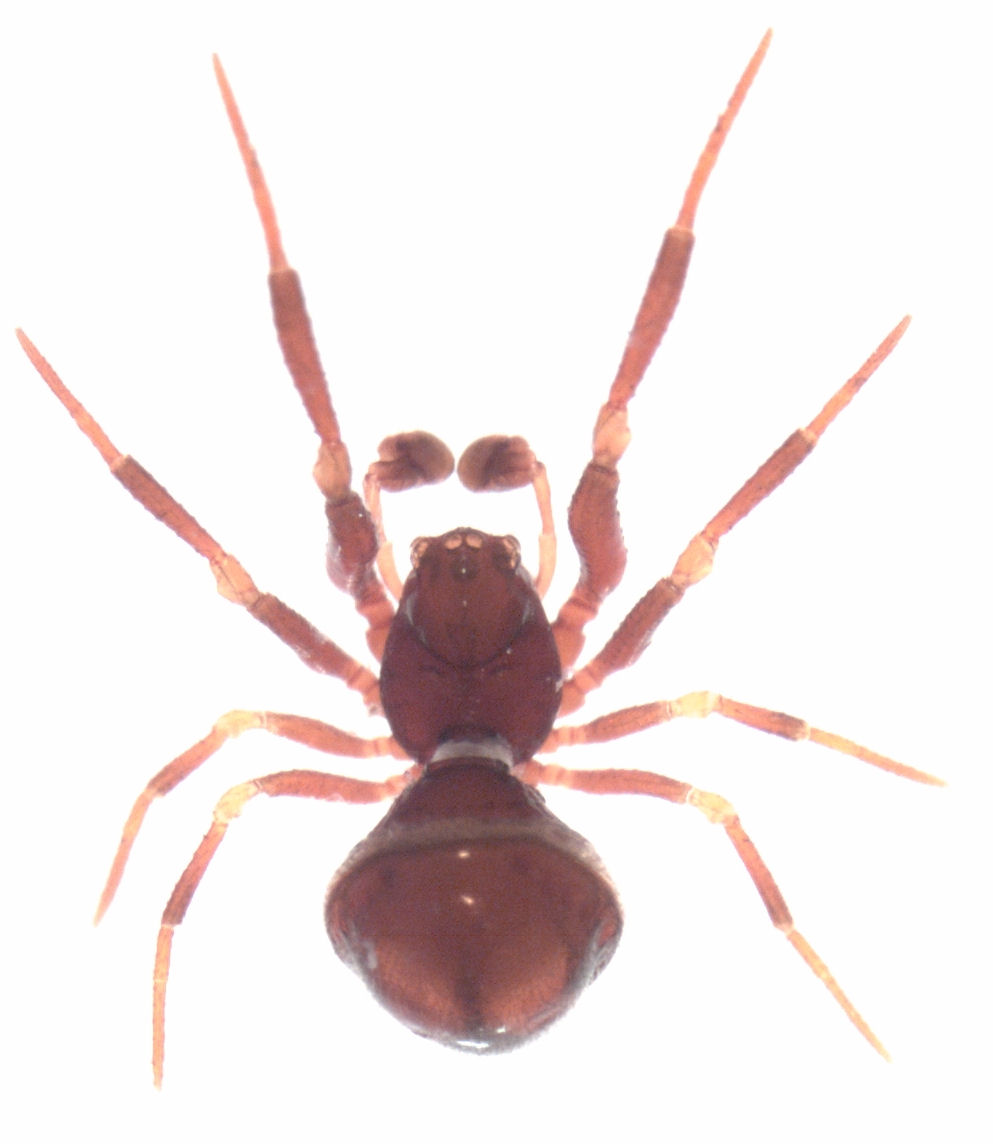
Novanapis spinipes ♂

Le mâle décrit par Platnick et Forster en 1989 mesure 1,39 mm et la femelle 1,32 mm.

## Publications originales
- Forster, 1951 : New Zealand spiders of the family Symphytognathidae. Records of the Canterbury Museum, vol. 5, no 5, p. 231-244.
- Platnick & Forster, 1989 : A revision of the temperate South American and Australasian spiders of the family Anapidae (Araneae, Araneoidea). Bulletin of the American Museum of Natural History, no 190, p. 1-139 (texte intégral).